# Il venditore di medicine
Il venditore di medicine è un film del 2013 diretto da Antonio Morabito.

## Trama
Bruno, sposato con Anna, lavora come informatore farmaceutico per un'azienda che produce medicine, la Zafer. Nonostante sia un buon piazzista, il clima aziendale è teso, tanto che un suo collega, dopo un pesante rimbrotto da parte della capoarea Giorgia, si suicida sparandosi nella sua auto. Bruno, sempre più sorvegliato dai suoi superiori, compie il suo giro tra le sue "regine", i medici che prescrivono i farmaci che presenta. Ad alcuni offre gadget e veri e propri regali, che vanno dai pranzi ai cellulari, fino a sponsorizzazioni per partecipare a congressi medici all'estero. La regola è quella che un regalo debba fruttare 11 volte: a una spesa di 2000 euro deve corrispondere un'entrata in termini di vendite e prescrizioni di almeno 22.000 euro, altrimenti non c'è margine di guadagno per l'azienda.
Nonostante l'illegalità del comparaggio, la pratica è diffusa, e Bruno si muove con circospezione, tra farmacisti e medici amici, come Filippo, che gli chiedono spesso favori, e altri che sono più dubbiosi, per non dire ostili, e che antepongono l'etica professionale a qualsiasi lusinga dell'azienda farmaceutica, come un nuovo medico generico, che rifiuta scandalizzato il dono di un tablet, querelando Bruno e la Zafer, e la dottoressa Miceli, una giovane specializzanda la quale, invaghita di Bruno, aveva effettuato per lui centinaia di prescrizioni, anche a pazienti deceduti. Un altro evento sconvolge la vita di Bruno, nella sala d'aspetto di una delle sue "regine", incontra un suo amico d'infanzia Stefano, ora malato di fibrosi polmonare, contratta in seguito ad essersi prestato, spinto dalla crisi economica, quale cavia per test farmaceutici. Bruno scopre che l'amico è in attesa di un farmaco sperimentale, che difficilmente arriverà in Italia e non sarà comunque alla portata delle sue tasche. Sconvolto sia dalla situazione dell'amico sia dal trattamento che la sua "regina" gli riservava, Bruno decide di aiutarlo.
In azienda, pur di non perdere il posto di lavoro, Bruno, che per la pressione sta assumendo anche farmaci ansiolitici, chiede a Giorgia, anch'essa a sua volta oggetto di pressioni dagli amministratori dell'azienda, di affidargli un compito più impegnativo, uno "squalo", ovvero un importante medico, che segue moltissimi pazienti e di conseguenza, effettua migliaia di prescrizioni. Ottiene così un compito in cui nessuno è riuscito, ovvero quello di proporre un farmaco chemioterapico al primario dell'ospedale San Cristoforo, il professor Malinverni), apparentemente irreprensibile e incorruttibile. Il professore però non ha nessun interesse al farmaco e non è interessato ad alcuna proposta. Durante l'incontro in ospedale Bruno nota però il vice-primario, il dottor Foli, che pure tenta di corrompere, senza successo. Nel frattempo Bruno, nel tentativo di salvare l'amico malato, si procura lo stemidone, il farmaco sperimentale salvavita necessario, da un giovane informatore farmaceutico in cambio di consigli su come ingraziarsi le varie "regine" e muoversi nel lavoro.
Bruno viene a sapere da Filippo che Malinverni è tutt'altro che irreprensibile, e che con la sua caposala nasconde traffici illeciti. Introdottosi nottetempo in ospedale, trova i documenti compromettenti in archivio, legati al traffico di macchinari ospedalieri verso cliniche private. Con questi ricatta Malinverni, facendogli inoltre credere che ad avergli consegnato i documenti sia stato il suo vice-primario, il dottor Foli. Malinverni cede e accetta di introdurre il farmaco della Zafer in ospedale.
A questo successo professionale di Bruno, corrisponde però un deterioramento della propria sfera personale: in famiglia la situazione non è migliore: sua moglie Anna vuole avere un figlio e smette di prendere la pillola, ma per Bruno il momento è inadatto, nell'incertezza del lavoro. Così ottiene da un medico amico la prescrizione di anticoncezionali che le somministra di nascosto nel cibo. Quando Anna, che inizia ad avere nausee e mancamenti, si sente male e finisce in ospedale scopre di essere stata ingannata dal marito e non vuole più vederlo. Ad aggravare la situazione arriva anche la denuncia da parte di un medico per un tentativo di corruzione. Se il processo si risolve con l'assoluzione di Bruno e della Zafer per insufficienza probatoria, il tentativo di riconquistare la moglie non va a buon fine e Bruno viene allontanato a gran voce da Anna stessa, nella scuola dove l'aveva raggiunta.

## Distribuzione
Il film è stato presentato al Festival internazionale del film di Roma 2013 ed è uscito nelle sale italiane il 29 aprile 2014.